# ГЕС Алкумру
ГЕС Алкумру — гідроелектростанція на південному сході Туреччини. Знаходячись перед ГЕС Кіразлик (46 МВт), наразі становить верхній ступінь каскаду на річці Ботан, лівій притоці Тигру. При цьому вище по течії в майбутньому повинні розташовуватись кілька невеликих станцій Çetin Lower (загальна потужність 100 МВт) із комплексу Çetin (станом на другу половину 2010-х на етапі спорудження перебуває інша ГЕС з його складу — Çetin Main).
В межах проекту річку перекрили кам'яно-накидною греблею із глиняним ядром висотою 134 метрів (від фундаменту, висота від дна річки — 108 метрів) та довжиною 909 метрів. На час будівництва воду відвели за допомогою двох тунелів довжиною по 0,9 км з діаметрами 9,5 метра. Гребля утримує водосховище з площею поверхні 11 км2 та корисним об'ємом 283 млн м3, що забезпечується коливанням рівня у операційному режимі між позначками 612 та 647 метрів НРМ (у випадку повені останній показник може зростати до 649 метрів НРМ).
Через тунель завдовжки 0,45 км та напірний водовід довжиною 0,12 км з діаметром 4,7 метра ресурс подається до пригреблевого машинного залу, при цьому в системі також працює запобіжний балансувальний резервуар висотою 77 метрів з діаметром від 8,4 до 18 метрів. Основне обладнання станції становлять чотири турбіни типу Френсіс — три потужністю по 87,1 МВт та одна з показником 14,3 МВт. При напорі у 105 метрів вони повинні забезпечувати виробництво 881 млн кВт-год електроенергії на рік.
Для видачі продукції її напруга піднімається до 170 кВ.